# Troy (Michigan)
Troy je město v Oakland County v americkém státě Michigan. Nachází se asi 35 kilometrů severně od centra Detroitu. Ve městě žije přibližně 87 tisíc obyvatel, jde o nejlidnatější město v okrese a 13 nejlidnatější město ve státě. Rozloha činí 87,1 km².
Sousedními obcemi sídla jsou Rochester Hills, Bloomfield Township, Sterling Heights, Madison Heights, Royal Oak, Clawson a Birmingham.
Své sídlo zde mají společnosti Meritor a Rexair LLC.

## Rodáci
- Sean Collins (* 1983) – americký lední hokejista

## Partnerská města
- Aley, Libanon